# Parafia Znalezienia Krzyża Świętego i św. Katarzyny w Rusinowicach
Parafia Znalezienia Krzyża Świętego i świętej Katarzyny w Rusinowicach – parafia rzymskokatolicka, znajdująca się w diecezji gliwickiej, w dekanacie Sadów.

## Historia
Przed powstaniem parafii mieszkańcy Rusinowic od dawnych czasów przynależeli do parafii św. Józefa w Sadowie, natomiast mieszkańcy Piłki do kościoła Najświętszego Serca Pana Jezusa w Koszęcinie. Parafię erygowano w styczniu 1985.

## Liczebność i obszar parafii
W parafii zamieszkuje 1390 wiernych.

### Ulice (w miejscowości parafii)
1 maja, Brzozowa, Dworcowa, Joanny Piecuch, Kolejowa, Kolonia, Leśna, Lompy, Lubliniecka, Nowa, Piaskowa, Polna, Rzeczna, Stawowa, Szpakowa, Słoneczna, Wrzosowa, Zachodnia, Zielona, ks. Damiana Kominka, ks. Henryka Gołka

### Inne miejscowości należące do parafii
Piłka , Piłka Brzozowa, Piłka Dębowa, Piłka Harcerska, Piłka Jagodowa, Piłka Koszęcińska, Piłka Letniskowa, Piłka Leśnica, Piłka Podleska, Piłka Rzeczna, Piłka Słoneczna, Piłka Tylna, Piłka Zielona,

### Szkoły i przedszkola
- Rusinowice: Zespół Szkolno-Przedszkolny (Szkoła Podstawowa, Przedszkole)

### Kaplice
- pw. Miłosierdzia Bożego (na cmentarzu w Rusinowicach)
- pw. św. Rafała Archanioła (w Ośrodku Rehabilitacyjno-Edukacyjnym dla Dzieci i Młodzieży Niepełnosprawnej w Rusinowicach)[3][4]

## Proboszczowie
- ks. Henryk Gołek (1985–1991)

- ks. Franciszek Balion (1991–2017)

- ks. Franciszek Koenig (2017–2024)
- ks. Piotr Paszko (od 2024 administrator)[2][5]